# Dmytro Hrečyškin
Dmytro Volodymyrovyč Hrečyškin (in ucraino Дмитро Володимирович Гречишкін?; traslitterazione anglosassone: Dmytro Volodymyrovych Hrechyshkin; Sjevjerodonec'k, 22 settembre 1991) è un ex calciatore ucraino, di ruolo centrocampista.

## Palmarès

### Club

#### Competizioni nazionali
- Coppa d'Ucraina: 2

Šachtar: 2012-2013, 2017-2018
- Campionato ucraino: 2

Šachtar: 2012-2013, 2017-2018
- Supercoppa d'Ucraina: 2

Šachtar: 2013, 2014